# Sint-Martinuskerk ('s-Gravenpolder)
De Sint-Martinuskerk of Maartenskerk is een protestantse kerk van de Nederlandse Hervormde Kerk in 's-Gravenpolder in de provincie Zeeland.

## Geschiedenis
De kerk, daterend uit de 14e eeuw werd gebouwd in gotische stijl en werd in de 15e en 16e eeuw uitgebreid tot de huidige kruiskerk. De bovenbouw van de toren werd vernieuwd in de 19e eeuw. Tijdens de Tweede Wereldoorlog bij de strijd in Zeeland werd de kerk zwaar beschadigd. In 1957 werd begonnen met de restauratie van het kerkgebouw waarbij de toren werd hersteld naar de oorspronkelijke bovenbouw.

## Klokkentoren
De klokkentoren heeft een achthoekige structuur, een open koepeltje en een peervormig dak en een mechanisch smeedijzeren uurwerk uit de 17e eeuw. In de klokkenstoel bevindt zich een klok uit 1465 met een diameter van 78 cm. De twee aanbouwen aan weerszijden van de torenvoet dateren uit de 15e eeuw. De toren is apart beschermd als rijksmonument. Op de windwijzer van de toren staat een haring die zou herinneren aan de visserij in de Middeleeuwen toen ’s-Gravenpolder nog een eigen haven had.

## Interieur
Het schip is vermoedelijk uit begin 15e eeuw en het rechtgesloten koor dateert wellicht uit de 14e eeuw. Het noorderdwarspand werd gebouwd begin 16e eeuw en het grotere zuiderdwarspand iets later. Het interieur omvat een bank met gotisch paneelwerk uit de 16e eeuw en een houten herenbank uit 1680, een kansel uit 1641 en een doopvont uit 1552.

### Pijporgel
De orgelkast werd in 1782 door orgelbouwer G.T.Bätz oorspronkelijk gemaakt voor de Rooms-Katholieke kerk in Mijdrecht. In 1879 werd een nieuw orgel geplaatst in de kerk van Mijdrecht en werd het Batz-orgel in de Sint-Martinuskerk geïnstalleerd. In 1914 werd het complete binnenwerk vervangen door een pneumatisch instrument van de firma Standaart uit Rotterdam. In 1960 werd het orgel verplaatst en in 2006 werd een nieuw orgel gebouwd door de firma A.Nijsse & Zoon uit Oud-Sabbinge met gebruikmaking van de oude Standaart-pijpen en de oorspronkelijke orgelkas van Batz uit 1782.

## Fotogalerij

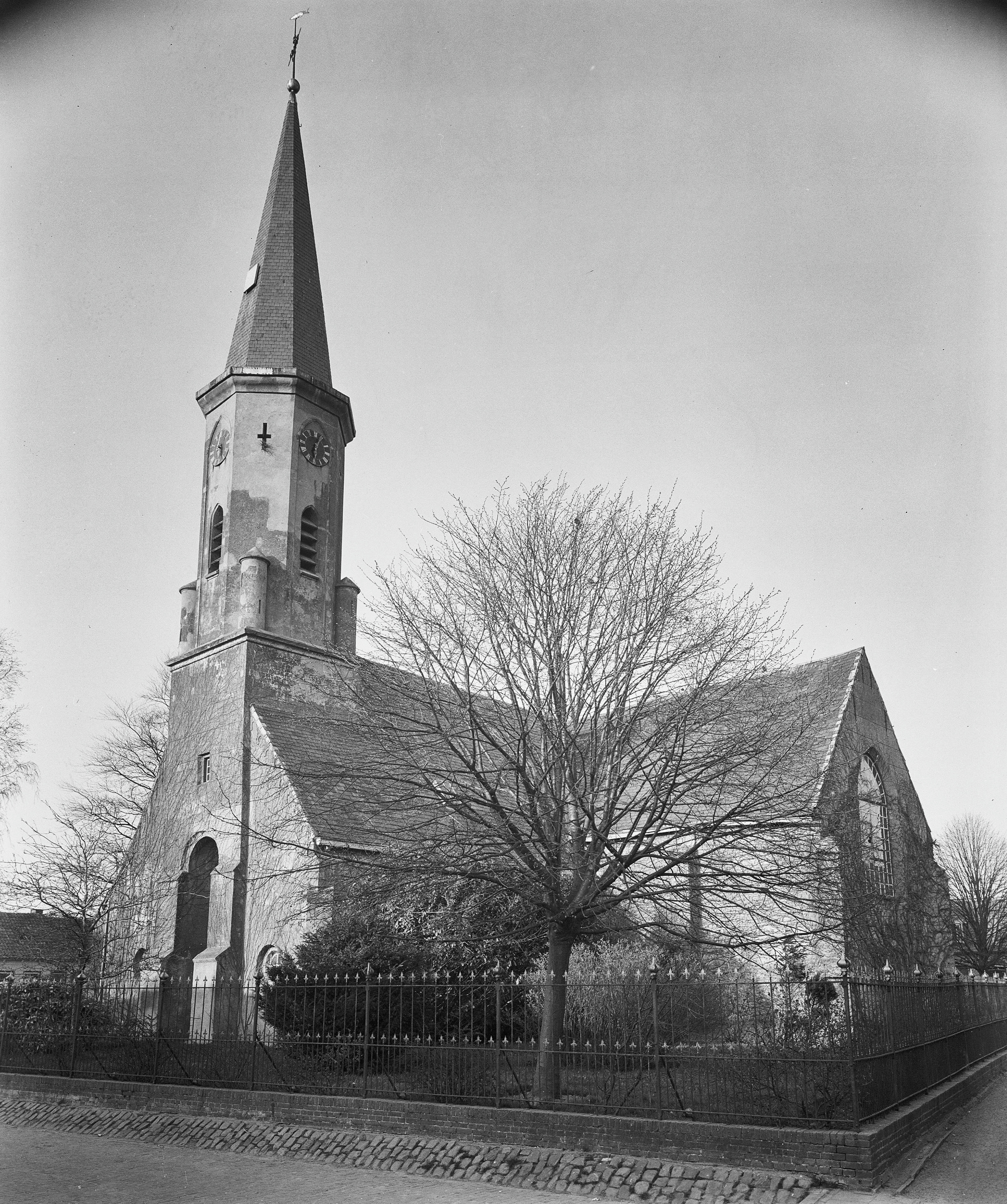
Kerkgebouw in 1955 voor de restauratie
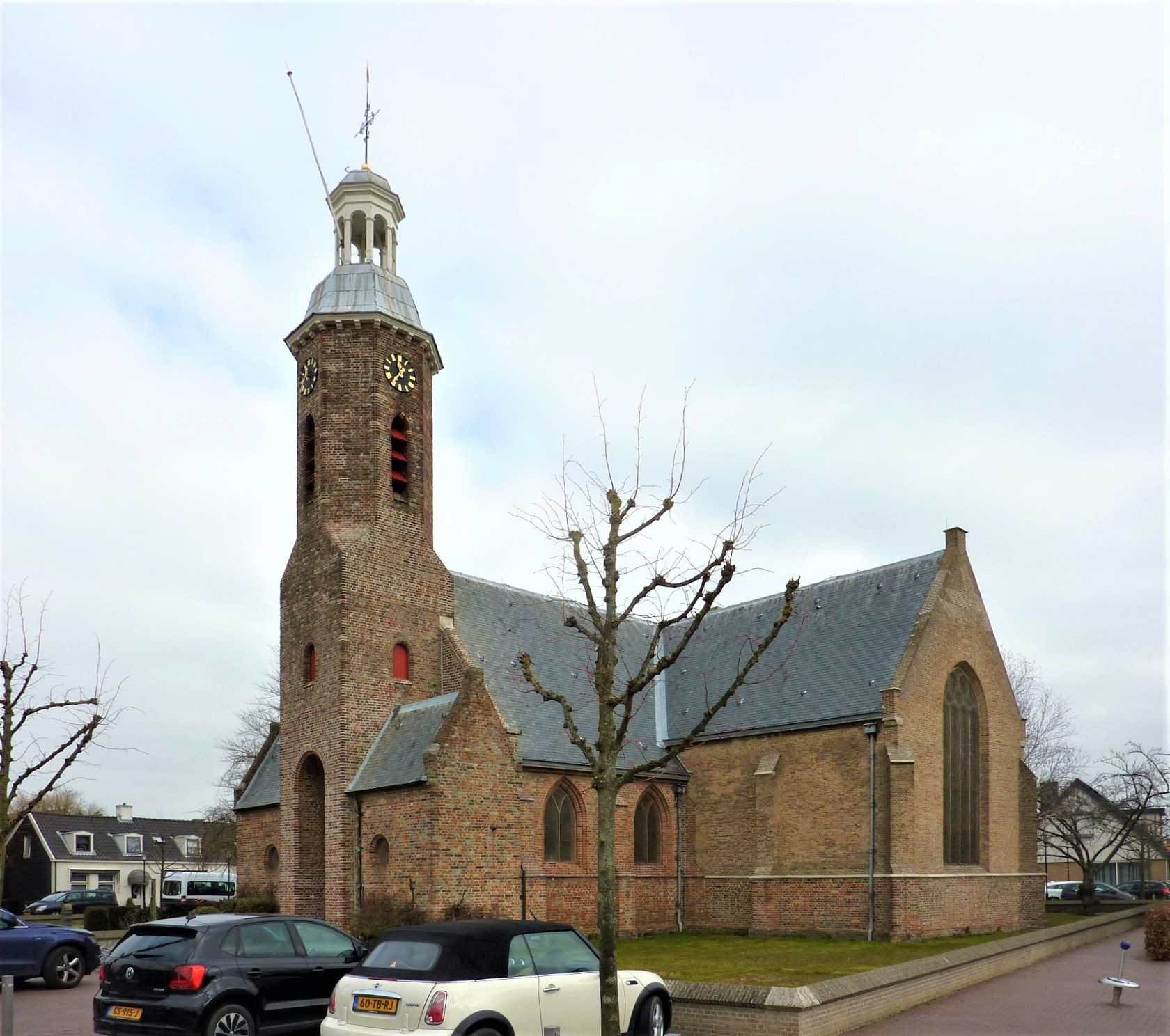
Kerkgebouw anno 2016
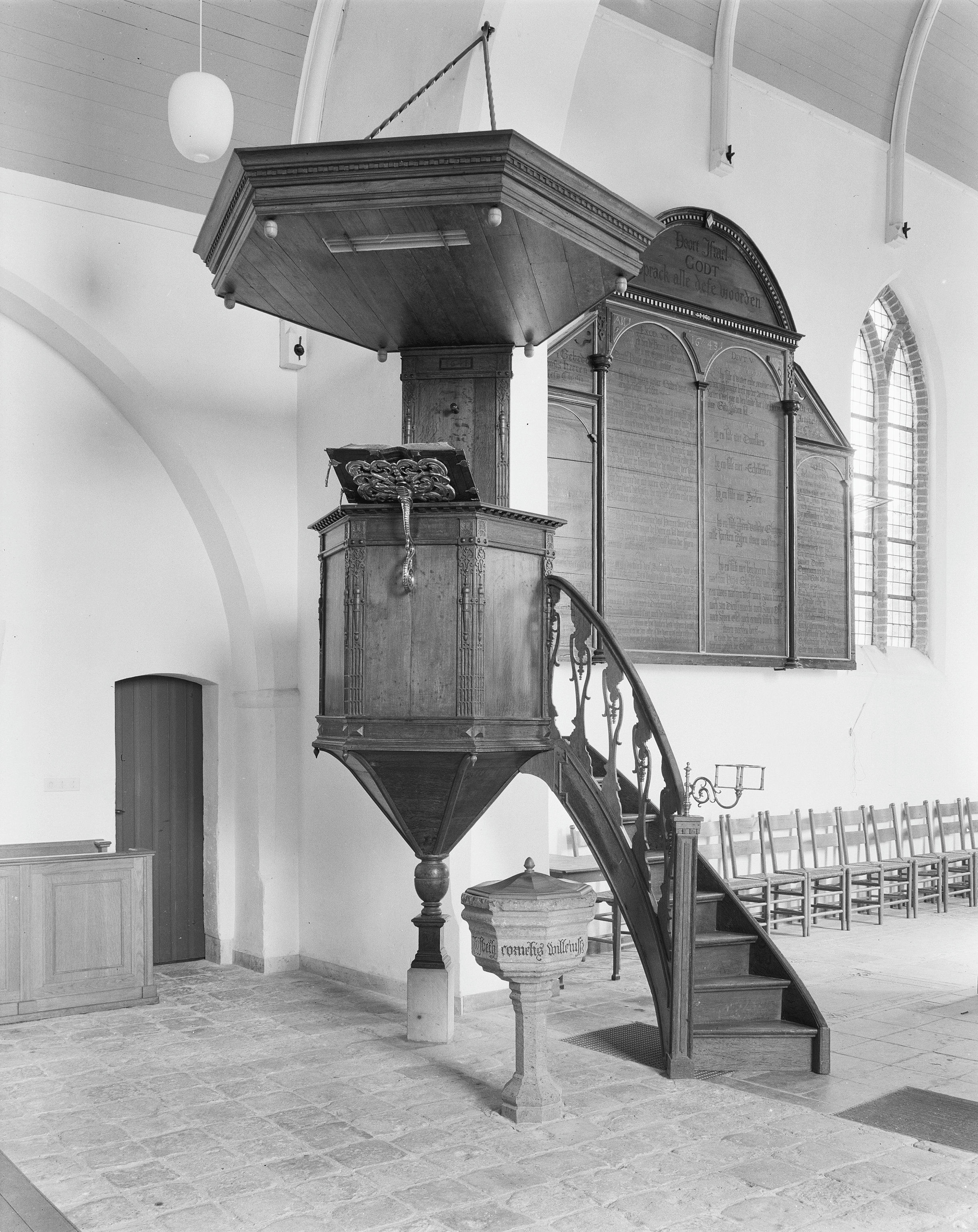
De preekstoel met vooraan het doopvont
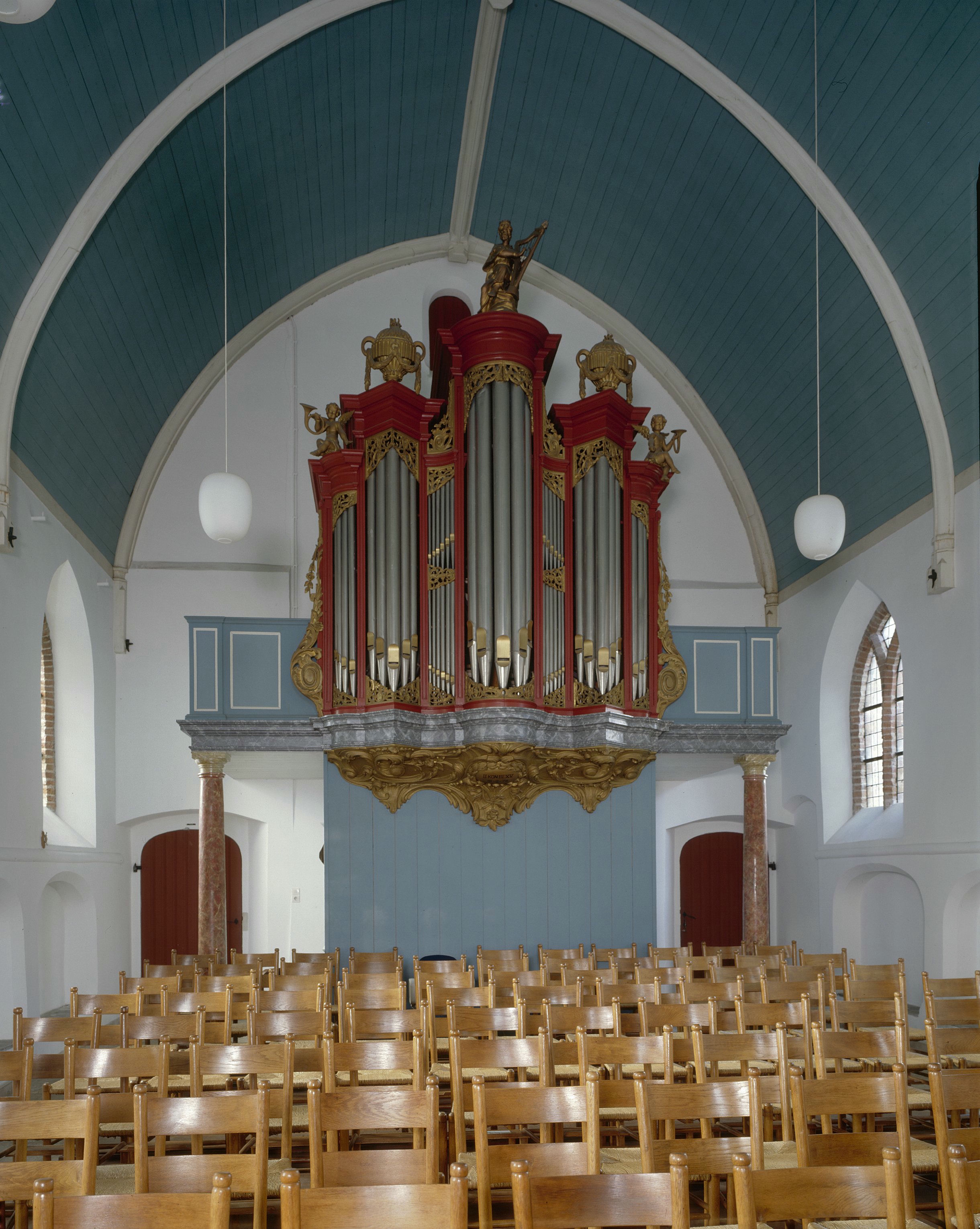
Het pijporgel